# كرايغ إتش راسيل
كرايغ إتش راسيل (بالإنجليزية: Craig Russell)‏ هو ملحن أمريكي، ولد في 3 أبريل 1951.

## وصلات خارجية
- كرايغ إتش راسيل على موقع ميوزك برينز (الإنجليزية)
- كرايغ إتش راسيل على موقع ديسكوغز (الإنجليزية)